# École spéciale de Brazzaville

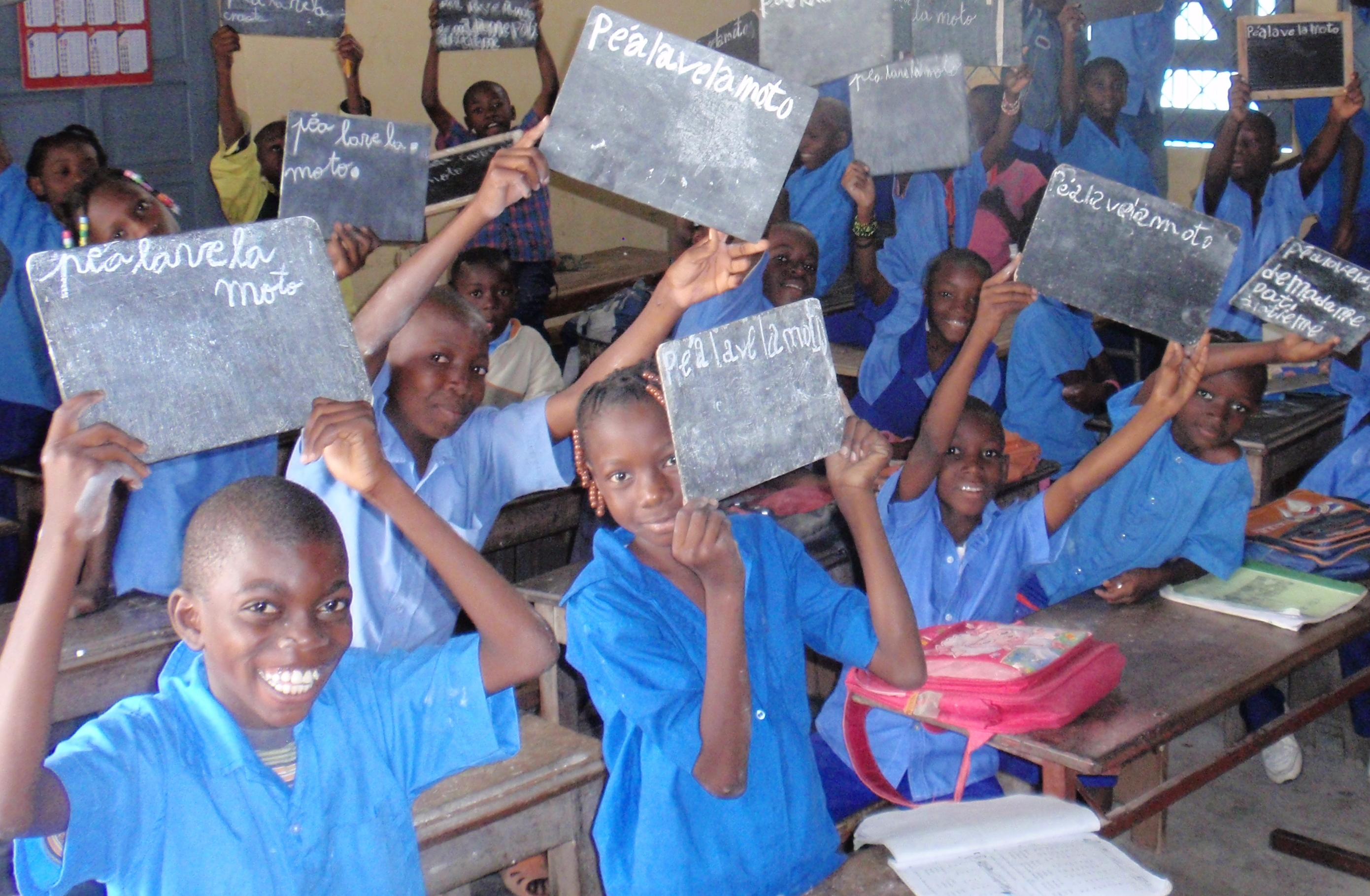
Classe de J1 (niveau CP) de l'école

Créée en 1975 par sœur Marguerite Tiberghien, l'École spéciale de Brazzaville scolarise gratuitement les plus exclus de la société congolaise : enfants déscolarisés ou en retard scolaire, handicapés physiques ou mentaux, adultes analphabètes.

## Historique

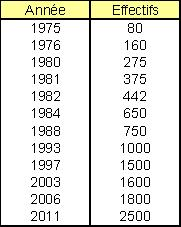
Tableau des effectifs de l'école, au fur et à mesure des années

Le concept de l’école spéciale naît en 1975 lorsque sœur Marguerite Tiberghien, fille de la Charité de Saint-Vincent de Paul, décide d’éduquer gratuitement les plus exclus de la société congolaise en donnant des cours d’alphabétisation à des enfants et jeunes adultes déscolarisés. 
Par l’effet du bouche-à-oreille, ce projet grandit peu et à peu, au point d’accueillir plus de 300 élèves dès 1980. 
C’est à cette époque que le gouvernement congolais fait don d’un terrain à proximité de l’aéroport international Maya Maya, permettant à l’école d’inaugurer ses premiers bâtiments le 26 juin 1982, en présence des ambassadeurs de France et d’Allemagne. Ces bâtiments voient le jour grâce au soutien de Misereor, de l’ambassade de France, de la fondation Raoul-Follereau et de la fondation d'Auteuil. C’est toujours là que se trouve aujourd’hui la maison-mère.
Au fur et à mesure des années, l’école s’agrandit. En 1991 est ouverte la Case Vincent, une annexe située dans le quartier périurbain de Mikalou ; puis, en 1999, la Case Joseph, située dans le quartier de Talangaï, voit le jour. 
Sœur Marguerite, décorée de la légion d’Honneur en 1998, est rappelée par sa congrégation en 2004. 
Depuis 2009, l’École spéciale de Brazzaville est dirigée par sœur Brigitte Liyombi. Au printemps 2017, l’école embauche 92 salariés, et scolarise plus de 1600 élèves dans 48 classes. Au total, depuis sa création, l’École spéciale de Brazzaville a sauvé plus de 30 000 Congolais de l’illettrisme.  

## Activités
Le but premier de l’école est la scolarisation de tous les exclus du système scolaire du Congo, afin de leur apprendre à lire, à écrire et à compter. L'éducation est intégralement gratuite pour les enfants et leurs familles.

### Les différentes sections
La section adulte permet à des adultes analphabètes de participer gratuitement à des classes de remise à niveau en lecture, en écriture et en calcul.
La section pratique s’adresse aux handicapés et déficients mentaux. Ils sont regroupés afin de pouvoir leur assurer un suivi personnalisé dans des classes à effectif limité.
La section jeune dispense un enseignement de base afin de permettre à des élèves de moins de 14 ans de réintégrer le système public à la fin du cycle primaire.
La section technique, pour les élèves de plus de 14 ans, comprend une initiation aux métiers, afin de former les jeunes à des activités professionnelles : menuiserie, couture, soudure, vannerie, cuisine, coiffure, électricité ou maraîchage.

### Formation professionnelle

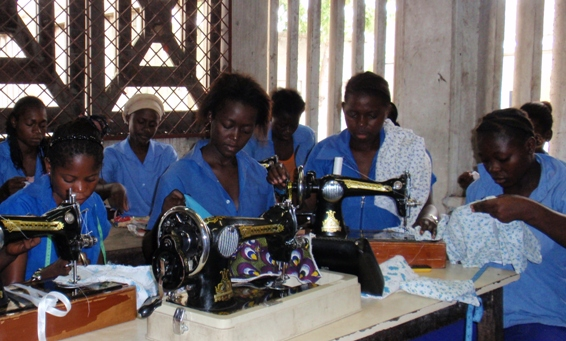
Jeunes filles apprenant la couture

En plus de l'enseignement primaire qui leur est dispensé, les élèves de la section technique ont la possibilité d'apprendre différents métiers manuels : la menuiserie, la soudure, la cuisine, la couture, la vannerie, le maraîchage, la coiffure et l’électricité. Le but est double : former les jeunes à des métiers manuels afin de les aider à s'en sortir dans la société, et fabriquer des produits, en vente dans la boutique de l'école afin de contribuer à l'autosuffisance de l’École spéciale.

### Le devenir des élèves
Les plus jeunes (section Jeune) sont réintégrés au cycle normal de écoles primaires, au niveau CM2.
Les plus âgés ont la possibilité de passer leur certificat d'études primaires, avec l'opportunité de poursuivre leurs études en collège d'enseignement technologique. Également, ils peuvent s'insérer dans la vie professionnelle grâce notamment à la formation reçue à l’École spéciale (menuiserie, couture et jardinage). Des anciens élèves sont aussi devenus professeurs à l'École spéciale.
Les handicapés mentaux restent à la charge de leur famille, mais leur passage à l’École spéciale leur a permis d'être davantage éveillés, facilitant leur intégration dans la société.

## Financement
L’École spéciale de Brazzaville étant gratuite, son fonctionnement a toujours été financé par ce que sœur Marguerite appelle un « miracle d’amitié » venu de donateurs privés et d'ONG qui ont su répondre aux besoins grandissants de l’école. 
Afin de structurer en France un soutien financier pérenne, l'Association des amis de l’École spéciale de Brazzaville (association régie par la loi 1901) voit le jour le 12 mars 1993. Composé d’un fort réseau de donateurs et de parrains, l’association finance en grande partie le budget annuel de 200 000 € de l’École spéciale de Brazzaville.
L’État congolais a progressivement pris part au fonctionnement de l’École spéciale, en finançant le salaire d'une partie des professeurs. Cette démarche permet d'impliquer les autorités publiques dans la politique nationale d’éducation, notamment en faveur des exclus des écoles primaires habituelles.
L'association est soutenue par la fondation BADAO, dirigée par Yann Arthus-Bertrand, ainsi que par les Amis de l’École spéciale de Brazzaville, la société Sodexo, la fondation d'Auteuil, le Lion's Club, les associations AMINATA et Brazza accueil et la congrégation des Filles de la Charité de Saint-Vincent de Paul.